# Spilosoma lungtani
Spilosoma lungtani är en fjärilsart som beskrevs av Daniel 1943. Spilosoma lungtani ingår i släktet Spilosoma och familjen björnspinnare. Inga underarter finns listade i Catalogue of Life.